# Desert Shores
Desert Shores és una concentració de població designada pel cens dels Estats Units a l'estat de Califòrnia. Segons el cens del 2000 tenia 792 habitants.

## Demografia
Segons el cens del 2000, Desert Shores tenia 792 habitants, 279 habitatges, i 181 famílies. La densitat de població era de 463,3 habitants/km².
Dels 279 habitatges en un 28,3% hi vivien nens de menys de 18 anys, en un 50,5% hi vivien parelles casades, en un 5,4% dones solteres, i en un 35,1% no eren unitats familiars. En el 29% dels habitatges hi vivien persones soles el 18,3% de les quals corresponia a persones de 65 anys o més que vivien soles. El nombre mitjà de persones vivint en cada habitatge era de 2,84 i el nombre mitjà de persones que vivien en cada família era de 3,6.
Per edats la població es repartia de la següent manera: un 26,9% tenia menys de 18 anys, un 8,5% entre 18 i 24, un 25,4% entre 25 i 44, un 18,8% de 45 a 60 i un 20,5% 65 anys o més.
L'edat mediana era de 37 anys. Per cada 100 dones de 18 o més anys hi havia 125,3 homes.
La renda mediana per habitatge era de 24.712 $ i la renda mediana per família de 29.550 $. Els homes tenien una renda mediana de 26.176 $ mentre que les dones 19.375 $. La renda per capita de la població era de 8.352 $. Entorn del 12% de les famílies i el 7,9% de la població estaven per davall del llindar de pobresa.

## Poblacions més properes
El següent diagrama mostra les poblacions més properes.